# Parafia Ewangelicko-Metodystyczna w Elblągu
Parafia Ewangelicko-Metodystyczna w Elblągu – parafia de iure ewangelicko-metodystyczna działająca w Elblągu, należąca do okręgu mazurskiego Kościoła Ewangelicko-Metodystycznego w RP.
Nabożeństwa domowe odbywają się według ogłoszeń.